# Timmins
Timmins è una città del nordest dell'Ontario in Canada collocata sul fiume Mattagami. Nel censimento del 2006 contava 42.455 abitanti.
Da indagini archeologiche risulta che i primi abitanti di Timmins risalgono a 7000 a.C. ed erano delle tribù nomadi quali gli Ojibwa e i Cree.

## Società

### Lingue e dialetti
Secondo il censimento del 2006 il 53% della popolazione ha indicato l'inglese come prima lingua, e il 38% ha indicato il francese ed il 6% hanno indicato altre lingue (Allofoni).